# Phenacobius
Phenacobius es un género de peces de la familia Cyprinidae y de la orden de los Cypriniformes.

## Especies
El género tiene cinco especies reconocidas:
- Phenacobius catostomus D. S. Jordan, 1877
- Phenacobius crassilabrum W. L. Minckley & Craddock, 1962
- Phenacobius mirabilis (Girard, 1856) (
- Phenacobius teretulus Cope, 1867
- Phenacobius uranops Cope, 1867